# Salvador Pelejero
Salvador Pelejero Cerdá, músico y profesor de percusión español, es el creador y director actual de Percujove (la Joven Orquesta de Percusión de Valencia). Como músico fue el baterista de Nino Bravo.

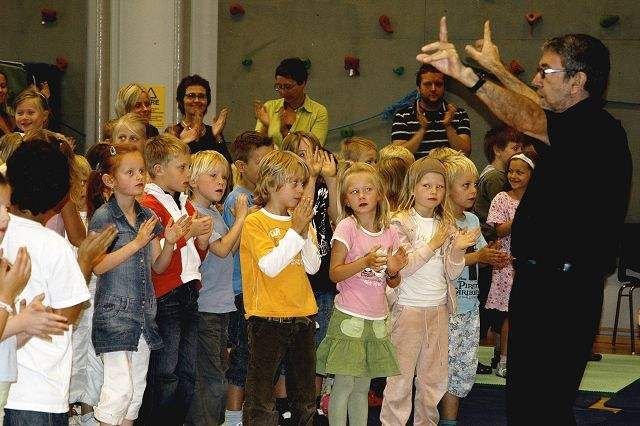
Concierto en la Kastellet Skole de Oslo (Noruega), agosto de 2007

## Biografía
Inicia sus estudios musicales en el Conservatorio Superior de Música de Valencia, siendo sus profesores: Don J. Gomar, D. R. Campos, D.M. Belenguer, D. J. Cervera y D. J.Roca. 
En el año 1966 termina los estudios de Percusión y comienza su carrera profesional. Pero ya antes formaba parte del grupo "Los Supperson" de Valencia, junto con Saturnino Naredo (guitarra rítmica), Josep Bosch Bosch (guitarra solista), Vicente López (guitarra contrabajo), y Carlos Lardiés (cantante). Más tarde, este último por un grave accidente, es sustituido por Luis Manuel Ferri LLopis, procedente del deshecho conjunto Los Hispánicos. Este cantante en el futuro llegaría a tener gran fama con el nombre de "Nino Bravo"
En 1970, aunque Luis Manuel Ferri (Nino Bravo) se independiza, Los Supperson, integrado por Salvador Pelejero, Vicente López y los hermanos Pepe y Vicente Juezas, (que antes sustituyeron a Josep Bosch y Saturnino Naredo -Nino-), le siguen acompañando en sus actividades profesionales: radio, televisión, discos, cine y recitales por todo el mundo. 
A partir del año 1973 y hasta 1980, compatibiliza su trabajo con los estudios y cursos de reciclaje y prácticas en colegios como profesor de música, realizando los cursos de Capacitación pedagógica, Técnicas modernas del solfeo (A. Barrios), Solfeo Contemporáneo (A. Weber), Dirección de coros, Musicología (J. Vives), talleres de música y de instrumentos musicales. 
En el año 1982, tras un concurso de méritos, es contratado por el Ayuntamiento de Valencia, como profesor de música, en calidad de interino, y un año más tarde en el colegio en el que fue destinado, creó la “Coral y Orquesta de Percusión de San José de Xirivella”, que dirigió hasta la clausura de los colegios municipales. 
Desde 1988, ocupa la plaza en propiedad, después de aprobar las oposiciones libres en la especialidad de percusión, siendo desde entonces profesor titular de percusión del Conservatorio Municipal de Música “José Iturbi”. 
En la especialidad de percusión ha realizado cursos de reciclaje con: E. Yacer “Regoli”, Robert Van Sice, Steven Schick, Eliseo Parra, Antonio Domingo, S. Fink, D. Friedman, Leigh Howard Stevens etc.

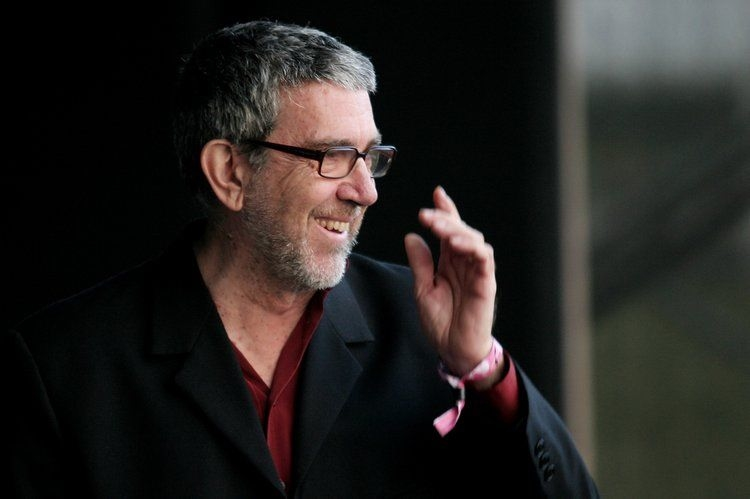
En el Pohoda Festival Trencin (Eslovaquia), julio de 2008

### Actividad profesional
Ha formado a gran cantidad de jóvenes alumnos, los cuales ocupan hoy puestos en orquestas y conservatorios de España. 
En 1995 crea el grupo de percusión del Conservatorio "José Iturbi" de Valencia que a partir del año 2003 es conocido como "Percujove", Joven Orquesta de Percusión de Valencia.

### Conciertos
Ha participado, con el citado grupo de percusión, en numerosas audiciones y conciertos: actos de clausura de curso en el Palau de la Música, Ciclo de conciertos del C.Inglés, Ciclo de conciertos del Instituto Mariano Benlliure, Ciclo “Jóvenes Interpretes” organizado por la Junta Municipal de Ciutat Vella, en las III Jornadas de Percusión de Ribarroja del Turia, Los Viernes de Poblados Marítimos, en el Instituto Cid Campeador, "Forum Cristiano" en el colegio Jesús y María, Sociedad Musical y Agrícola de Benimámet, Semana Cultural de Unión Musical L´Horta de Sant Marcelli, en la semana cultural de barrio de San Marcel.li y en la del barrio de la pedanía de Benimamet etc., programación de otoño del Palau de la Música de Valencia, programas de difusión cultural del SARC de la Diputación de Valencia, Semana Internacional de la Música de Denia. 
Con el grupo "Percujove" ha realizado seis giras por Europa, ofreciendo conciertos en Figueras, Montpellier, Lyon, Bruselas, Copenhague... y otras ciudades de Alemania, Francia, Bélgica, Italia, Noruega, Dinamarca, Eslovenia, Eslovaquia, Polonia, Lituania, ...
También ha participado en el 14.º Festival des Musiques d'Ici et d'Ailleurs celebrado en Châlons-en-Champagne(Francia), el 11.º Festival de Musique en Vacances de La Ciotat (Francia), la 8.ª Semana Internacional de la Música de Denia, el 11.º Esbjerg Festuge Festival Esbjerg (Dinamarca), la Internasjornale Rytme & Dans Fest 2007 de Homborsund-Grimstad (Noruega), etc.. 
"Percujove" ha actuado en lugares tan singulares como el parlamento europeo de Estrasburgo y la Agencia Espacial Europea (ESA) en Noordwijk (Holanda).

### Investigación
En un minucioso investigador en el desarrollo de nuevos sonidos y nuevos materiales para la construcción de instrumentos de percusión: maderas, metales, afinación de láminas, tubos, membranas, planchas, y otros efectos con todo tipo de elementos y materiales, incluso reciclados. 
Ha construido todo tipo de instrumentos de percusión, algunos de creación propia: marimbas, campagnolo, máquina de viento, palo de lluvia rotativo, "tubo-fon",...
En la actualidad está preparando un manual que recoge toda esta experiencia que está pendiente de ser publicado.

### Composiciones y arreglos
Ha compuesto obras y estudios de percusión, los cuales algunos forman parte de sus métodos ya publicados. 
Ha realizado infinidad de arreglos y adaptaciones de obras del repertorio clásico, popular y actual, para grupo orquestal de marimbas y percusión, que constituyen el repertorio habitual del
grupo "Percujove", que el mismo creó y dirige.

### Publicaciones
A lo largo de su actividad pedagógica en el Conservatorio Municipal “José Iturbi”, ha desarrollado e impartido métodos propios que, a través de sus antiguos alumnos y del paso del tiempo, se ha extendido y convertido en una especie de metodología estándar de la enseñanza de la percusión. 
De sus doce tratados de percusión, entre grado elemental y medio, tiene publicados los primeros volúmenes de Caja, Multi-percusión y Batería, Xilófono y Marimba y Timbales, y están en espera los de Grado Intermedio y Avanzado de Caja, Método de estudios de Marimba a cuatro baquetas, Xilo y Marimba volumen 2 y 3 y un Manual para el mantenimiento de los instrumentos de percusión etc.

### Cursos y clases magistrales
Ha impartido cursos de pedagogía musical, (desarrollando sus métodos), de afinación de instrumentos de membranas, afinación de tubos sonoros y láminas todos ellos en el Conservatorio Superior de Valencia, junto al catedrático Manel Ramada, y en las II Jornadas de Percusión de Camporrobles, etc.

### Congresos
Ha formado parte del tribunal calificador del concurso de jóvenes intérpretes realizado en el Primer Congreso Internacional de Percusionistas del Mundo.
- Datos: Q6117754